# Женска фудбалска репрезентација Словачке
Женска фудбалска репрезентација Словачке (слч. Slovenské národné futbalové ženský) је национални фудбалски тим који представља Словачку на међународним такмичењима и под контролом је Фудбалског савеза Словачке (слч. Slovenský futbalový zväz), владајућег тела за фудбал у Словачкој.
Женска селекција Словачке је по резултатима једна од исподпросечних екипа и још није успела да се пласира на неки велики турнир. ФИФА наводи Чехословачку, која је одиграла 28 утакмица између 1986. и 1992. године, у статистици Словачке, као и у статистици Чешке. После разлаза, обе екипе су одиграле прве две утакмице једна против друге. 0 : 17 против Норвешке 19. септембра 1995. један је од најтежих пораза од једног европског тима.
У квалификацијама за Светско првенство 2011. године, тим се састао са Норвешком, Холандијом, Белорусијом и Северном Македонијом. Две победе против Македоније и шест пораза од остале три екипе, тако да је остварено тек претпоследње место.
У квалификацијама за ЕП 2013, тим се поново састао са Финском, Украјином, Белорусијом и Естонијом. Две победе против Естоније и једна победа против Белорусије и један нерешени резултат и четири пораза од осталих екипа, тако да је поново освојено само претпоследње место.
На светској ранг листи ФИФА Словакиље су последњих година осцилирали између 34. места у децембру 2006. и 47. места.

## Историја

### Чехословачка
Женска репрезентација је дебитовала као Чехословачка 1968. године против Италије и изгубила са 1 : 2. Због свог раног дебија, Чехословачка је постала главна сила у женском фудбалу и први пут је учествовала у квалификацијама за Европско првенство 1989. године. Завршиле су на другом месту, и дошле до четвртфинала, где су изгубиле у две утакмице (1 : 1 код куће, 0 : 2 у гостима) против Западне Немачке. Чехословачка је такође учествовала у квалификацијама за Европско првенство 1991. Квалификације су завршиле иза  Мађарске и са тиме су отишли у плеј-оф. Треће и последње квалификације Чехословачке, за Европско првенство 1993. године, завршиле су са другим од три, иза Италије.

### Словачка
Словачка је дебитовала у пријатељској утакмици против Чешке 21. јуна 1993. Словачка је изгубила са резултатом 0 : 6. Словачка је дебитовала на такмичењу под својим именом у наредним квалификацијама, за Европско првенство 1995. године. Словачка је завршила на другом месту, па ју је УЕФА сврстала између тима класе А, који је био носилац, и класе Б, који је морао да игра плеј-оф са класом А.
Словачка је стога морала да игра плеј-оф за Европско првенство 1997. године. Тим је завршио последњи и испао је у класу Б. Словачка је остала у класи Б све до квалификација за Светско првенство у фудбалу за жене 2007. године, када је укинута класификација, како за Европско првенство, тако и за Светско првенство. У квалификацијама за 2009. Словачка је тако имала прву шансу да се квалификује за првенство. Словачка је морала да игра у првом колу, али је победила у овој утакмици. У другом колу Словачка је изгубила, од Португалије.

## Такмичарски рекорд

### Светско првенство за жене
| Светско првенство у фудбалу за жене − резултати | Светско првенство у фудбалу за жене − резултати | Светско првенство у фудбалу за жене − резултати | Светско првенство у фудбалу за жене − резултати | Светско првенство у фудбалу за жене − резултати | Светско првенство у фудбалу за жене − резултати | Светско првенство у фудбалу за жене − резултати | Светско првенство у фудбалу за жене − резултати | Светско првенство у фудбалу за жене − резултати |                           | Квалификациони резултати  | Квалификациони резултати  | Квалификациони резултати  | Квалификациони резултати  | Квалификациони резултати  | Квалификациони резултати  | Квалификациони резултати |
| Година                                          | Резултат                                        | Ута                                             | Поб                                             | Нер*                                            | Изг                                             | ГД                                              | ГП                                              | ГР                                              | Ута                       | Поб                       | Нер*                      | Изг                       | ГД                        | ГП                        | ГР                        |                          |
| 1991                                            | Под заставом Чехословачка                       | Под заставом Чехословачка                       | Под заставом Чехословачка                       | Под заставом Чехословачка                       | Под заставом Чехословачка                       | Под заставом Чехословачка                       | Под заставом Чехословачка                       | Под заставом Чехословачка                       | Под заставом Чехословачка | Под заставом Чехословачка | Под заставом Чехословачка | Под заставом Чехословачка | Под заставом Чехословачка | Под заставом Чехословачка | Под заставом Чехословачка |                          |
| 1995                                            | Нису се квалификовале                           | Нису се квалификовале                           | Нису се квалификовале                           | Нису се квалификовале                           | Нису се квалификовале                           | Нису се квалификовале                           | Нису се квалификовале                           | Нису се квалификовале                           | УЕФА 1995                 | УЕФА 1995                 | УЕФА 1995                 | УЕФА 1995                 | УЕФА 1995                 | УЕФА 1995                 | УЕФА 1995                 |                          |
| 1999                                            | Нису се квалификовале                           | Нису се квалификовале                           | Нису се квалификовале                           | Нису се квалификовале                           | Нису се квалификовале                           | Нису се квалификовале                           | Нису се квалификовале                           | Нису се квалификовале                           | 8                         | 5                         | 2                         | 1                         | 33                        | 5                         | +28                       |                          |
| 2003                                            | Нису се квалификовале                           | Нису се квалификовале                           | Нису се квалификовале                           | Нису се квалификовале                           | Нису се квалификовале                           | Нису се квалификовале                           | Нису се квалификовале                           | Нису се квалификовале                           | 8                         | 5                         | 0                         | 3                         | 25                        | 11                        | +14                       |                          |
| 2007                                            | Нису се квалификовале                           | Нису се квалификовале                           | Нису се квалификовале                           | Нису се квалификовале                           | Нису се квалификовале                           | Нису се квалификовале                           | Нису се квалификовале                           | Нису се квалификовале                           | 8                         | 5                         | 0                         | 1                         | 14                        | 5                         | +9                        |                          |
| 2011                                            | Нису се квалификовале                           | Нису се квалификовале                           | Нису се квалификовале                           | Нису се квалификовале                           | Нису се квалификовале                           | Нису се квалификовале                           | Нису се квалификовале                           | Нису се квалификовале                           | 8                         | 2                         | 0                         | 6                         | 15                        | 13                        | +2                        |                          |
| 2015                                            | Нису се квалификовале                           | Нису се квалификовале                           | Нису се квалификовале                           | Нису се квалификовале                           | Нису се квалификовале                           | Нису се квалификовале                           | Нису се квалификовале                           | Нису се квалификовале                           | 10                        | 1                         | 1                         | 8                         | 6                         | 29                        | −23                       |                          |
| 2019                                            | Нису се квалификовале                           | Нису се квалификовале                           | Нису се квалификовале                           | Нису се квалификовале                           | Нису се квалификовале                           | Нису се квалификовале                           | Нису се квалификовале                           | Нису се квалификовале                           | 8                         | 1                         | 0                         | 7                         | 4                         | 23                        | −19                       |                          |
| 2023                                            | Нису се квалификовале                           | Нису се квалификовале                           | Нису се квалификовале                           | Нису се квалификовале                           | Нису се квалификовале                           | Нису се квалификовале                           | Нису се квалификовале                           | Нису се квалификовале                           | У току                    | У току                    | У току                    | У току                    | У току                    | У току                    | У току                    |                          |
| Укупно                                          | -                                               | -                                               | -                                               | -                                               | -                                               | -                                               | -                                               | -                                               | 50                        | 19                        | 3                         | 26                        | 97                        | 86                        | +11                       |                          |

*Жребови укључују утакмице где је одлука пала извођењем једанаестераца.

### Европско првенство у фудбалу за жене
| Европско првенство у фудбалу за жене − резултати | Европско првенство у фудбалу за жене − резултати | Европско првенство у фудбалу за жене − резултати | Европско првенство у фудбалу за жене − резултати | Европско првенство у фудбалу за жене − резултати | Европско првенство у фудбалу за жене − резултати | Европско првенство у фудбалу за жене − резултати | Европско првенство у фудбалу за жене − резултати |                           | Квалификациони резултати  | Квалификациони резултати  | Квалификациони резултати  | Квалификациони резултати  | Квалификациони резултати  | Квалификациони резултати |
| Година                                           | Рез                                              | Ута                                              | Поб                                              | Нер*                                             | Изг                                              | ГД                                               | ГП                                               | Ута                       | Поб                       | Нер*                      | Изг                       | ГД                        | ГП                        |                          |
| 1984 до 1993                                     | Под заставом Чехословачка                        | Под заставом Чехословачка                        | Под заставом Чехословачка                        | Под заставом Чехословачка                        | Под заставом Чехословачка                        | Под заставом Чехословачка                        | Под заставом Чехословачка                        | Под заставом Чехословачка | Под заставом Чехословачка | Под заставом Чехословачка | Под заставом Чехословачка | Под заставом Чехословачка | Под заставом Чехословачка |                          |
| 1995                                             | Нису се квалификовале                            | Нису се квалификовале                            | Нису се квалификовале                            | Нису се квалификовале                            | Нису се квалификовале                            | Нису се квалификовале                            | Нису се квалификовале                            | 4                         | 2                         | 0                         | 2                         | 4                         | 9                         |                          |
| 1997                                             | Нису се квалификовале                            | Нису се квалификовале                            | Нису се квалификовале                            | Нису се квалификовале                            | Нису се квалификовале                            | Нису се квалификовале                            | Нису се квалификовале                            | 8                         | 0                         | 1                         | 7                         | 3                         | 33                        |                          |
| 2001                                             | Нису се квалификовале                            | Нису се квалификовале                            | Нису се квалификовале                            | Нису се квалификовале                            | Нису се квалификовале                            | Нису се квалификовале                            | Нису се квалификовале                            | 8                         | 5                         | 0                         | 3                         | 23                        | 10                        |                          |
| 2005                                             | Нису се квалификовале                            | Нису се квалификовале                            | Нису се квалификовале                            | Нису се квалификовале                            | Нису се квалификовале                            | Нису се квалификовале                            | Нису се квалификовале                            | 6                         | 2                         | 1                         | 3                         | 20                        | 11                        |                          |
| 2009                                             | Нису се квалификовале                            | Нису се квалификовале                            | Нису се квалификовале                            | Нису се квалификовале                            | Нису се квалификовале                            | Нису се квалификовале                            | Нису се квалификовале                            | 8                         | 2                         | 0                         | 6                         | 5                         | 29                        |                          |
| 2013                                             | Нису се квалификовале                            | Нису се квалификовале                            | Нису се квалификовале                            | Нису се квалификовале                            | Нису се квалификовале                            | Нису се квалификовале                            | Нису се квалификовале                            | 8                         | 3                         | 1                         | 4                         | 8                         | 7                         |                          |
| 2017                                             | Нису се квалификовале                            | Нису се квалификовале                            | Нису се квалификовале                            | Нису се квалификовале                            | Нису се квалификовале                            | Нису се квалификовале                            | Нису се квалификовале                            | 8                         | 3                         | 0                         | 5                         | 11                        | 13                        |                          |
| 2022                                             | Нису се квалификовале                            | Нису се квалификовале                            | Нису се квалификовале                            | Нису се квалификовале                            | Нису се квалификовале                            | Нису се квалификовале                            | Нису се квалификовале                            | 8                         | 3                         | 1                         | 4                         | 7                         | 19                        |                          |
| Укупно                                           | -                                                | -                                                | -                                                | -                                                | -                                                | -                                                | -                                                | 58                        | 20                        | 4                         | 34                        | 81                        | 131                       |                          |

*Жребови укључују утакмице где је одлука пала извођењем једанаестераца.